# Guillén Castellano
Guillén Castellano (¿?, 1446-San Cristóbal de La Laguna, 1530) fue un conquistador castellano que participó en las conquistas de las islas canarias de Gran Canaria, La Palma y Tenerife por parte de los Reyes Católicos a finales del siglo xv.
Fue uno de los primeros regidores de la isla de Tenerife.

## Biografía
Guillén Castellano nació hacia 1446, siendo originario según diversos autores de La Montaña, en Burgos, de Extremadura o de la isla de Lanzarote.
Pasó a las islas en 1455 junto al grupo de pobladores que los señores de Canarias Diego de Herrera e Inés Peraza traen a su recién adquirido señorío, avecindándose Guillén con su familia en Lanzarote y adquiriendo la consideración de ser isleño o «de las Islas», así llamados durante el siglo xv los pobladores de las islas de Lanzarote y Fuerteventura, fueran o no aborígenes de ellas.

### Bajo el señorío de los Herrera-Peraza
Hacia 1466 Guillén participará en la expedición de conquista de Gran Canaria comandada por Diego de Herrera y su yerno Diego de Silva y Meneses. Después de tomar tierra en Gando y ser derrotados por los aborígenes, Herrera envía a Silva con doscientos hombres en tres carabelas y a Guillén y Juan Mayor como compañeros, pues conocían la tierra y el habla aborigen, al territorio de Gáldar en el norte de la isla. Los conquistadores son atrapados por los aborígenes en un cercado, pero Silva y el rey o guanarteme Egonaiga llegan a un acuerdo para que los cristianos pudieran huir. El guanarteme se hace apresar por Silva, y este amenaza a los aborígenes con matarlo si no les dejan marchar. Finalmente, Silva y sus hombres logran embarcarse y salir ilesos.

### Durante la conquista realenga
En 1480 Castellano es enviado a Gran Canaria por su señor Herrera para darle la bienvenida al nuevo gobernador Pedro de Vera. Castellano se queda en la isla, participando en la conquista.
A las órdenes de Vera, Castellano capitaneó las naves en las que el gobernador había embarcado a un centenar de aborígenes grancanarios que vivían en paz en el real de Las Palmas con la excusa de ir a conquistar Tenerife. Sin embargo, cuando los canarios vieron que no arribaban a la referida isla, porque su verdadero rumbo era ir a ser vendidos como esclavos a Castilla o por causa de las malas corrientes según los distintos autores, se alzaron y obligaron a Castellano a desembarcarlos en Lanzarote, donde quedaron.
Castellano continuaría en la conquista de Gran Canaria hasta su desenlace en 1483, actuando principalmente como intérprete.
En 1492 se une a la empresa de Alonso Fernández de Lugo de conquistar la isla de La Palma, que se lleva a cabo rápidamente, y en 1494 es uno de los soldados que desembarca en Tenerife bajo las órdenes del mismo Lugo. Como intérprete, Castellano fue el encargado de traducir el mensaje de Lugo al gran rey Bencomo de Taoro en el parlamento que se entabla en las proximidades de la laguna, donde Lugo ofrece al mencey amistad, conversión al cristianismo y sometimiento a los Reyes de Castilla. La negociación no llega a buen término, enfrentándose los dos bandos poco después en la batalla denominada «matanza de Acentejo», donde los guanches derrotaron por completo al ejército conquistador, siendo Castellano uno de los pocos supervivientes.
Castellano regresa a Tenerife junto al nuevo ejército de Lugo en 1495, participando en las batallas de la Laguna y segunda de Acentejo.
Su participación en la conquista realenga de Canarias se resume en el siguiente documento contemporáneo a los hechos:

...Avéis servido al Rey e Reina nuestros señores en la conquista desta isla de Tenerife, como en las de Gran Canaria e la Palma, donde pasasteis asaz trabajos en vuestra persona e fuisteis ferido muchas veces, e asimismo gastasteis muchos de vuestros bienes...

### Otras empresas
En 1501 participó en la expedición organizada por Lugo para fundar tres fortalezas en las costas de Berbería ordenada por los Reyes Católicos durante el conflicto de expansión africana entre Castilla y Portugal. Castellano sería uno de los supervivientes de la armada de Lugo a la batalla de las Torres, donde mueren entre otros dos sobrinos de Lugo, así como el famoso guerrero grancanario Maninidra y muchos guanches que habían sido reclutados forzosamente.
En 1503 también acompaña Castellano a la armada de Lugo para tomar posesión de las islas de Lanzarote y Fuerteventura con motivo de la muerte de Inés Peraza en nombre de sus entenados, los hijos de la segunda mujer de Lugo Beatriz de Bobadilla y el difunto Hernán Peraza el Joven, en virtud del mayorazgo de las islas que en favor de este había fundado Inés en 1488. La armada de Lugo llevó a cabo varios actos simbólicos de toma de posesión en Fuerteventura, mientras que en Lanzarote, cabeza del señorío, fueron rechazados por la fuerza.

## Vida personal
Guillén se casó en primeras nupcias hacia 1480 con Marina Perdomo, descendiente de Maciot de Bethencourt pariente del conquistador normando Jean de Bethencourt, teniendo como hijos a Ana Gutiérrez, Juan Castellano, María Castellano, Sánchez o Perdomo, Blasina Perdomo, Margarita Sánchez, María Perdomo, Francisca, Alonso Castellano y Gregorio Castellano. Marina muere hacia 1509.
De su segundo enlace hacia 1510 con Margarita de Cabrera, emparentada con la nobleza de Córdoba y con Inés Peraza, no tuvo descendencia, sí teniéndola de manera ilegítima con la guanche Elvira Sánchez o Hernández —Hernán Castellano, Juana, Jorge Castellano y Elvira Hernández— y con varias de sus esclavas también guanches —Juan Castellano, Miguel Castellano, María Sánchez o Violante—, así como con una aborigen grancanaria llamada Bastiana.
Guillén fue vecino, como queda dicho, de la isla de Lanzarote desde 1455. Después de la conquista de Gran Canaria en 1483 se avecindó en Gáldar, y culminada la incorporación de Tenerife en 1496 se trasladó a la Villa de Arriba de San Cristóbal de La Laguna.
Fue regidor perpetuo del cabildo de Tenerife desde 1497, recibiendo durante el repartimiento numerosas tierras por toda la geografía insular.
Falleció hacia 1530 en La Laguna, siendo enterrado en la iglesia de Nuestra Señora de la Concepción de dicha ciudad.